# 六子
六子（ろこ、1984年11月22日 - ）は、山陰地方を拠点に活動している日本の女性シンガーソングライター。ミュージア所属。

## 人物
- 島根県松江市出身・在住[1]。出生名は土江 六子（つちえ むつこ）[1]。血液型はO型。遊吟の伸治の妹で、卓の姉である。
- 島根県立松江工業高等学校機械科卒業。
- 保育士免許を所持。
- 趣味は寝る事、音楽・映画鑑賞（特にホラー）、飲酒（特に日本酒）。

## サポーター
- 母里由美子（もり ゆみこ、3月19日 - ）ピアノ、コーラス、作曲
  - 作曲家、歌手、ピアニスト、アレンジャー、音楽プロデューサー。
  - 島根県安来市出身。血液型O型。年齢不詳希望[要説明]。
  - 土江六子曰く「先生であり、親友、時には姉・母のような存在。ライヴステージでも、いつも一緒、そばにいてくれると安心なんです」
- 松村多嘉代（まつむら たかよ）ピアノ、ハープ、コーラス
  - 大阪府生まれ。3歳のときにピアノを始める。相愛音楽教室、相愛高等学校音楽科を経て、相愛大学音楽学部ピアノ専攻卒業。大学卒業後にハープを始める。
  - 妹・松村衣里とのハープデュオ・ファルファーレで、クラシックからポピュラーまで幅広いジャンルのレパートリーを持つ。
  - ヴァイオリニスト・辺見康孝とのデュオ・X[iksa]（イクサ）で、国内はもとよりオーストラリアや韓国などにおいて、これまでに[いつまでに?]約150回の公演を行っている。
  - 現在[いつ?]、フリーランスハーピストとして、ソロ、オーケストラ、室内楽などで演奏活動を行う。
  - 2011年からもりゆみこ単独の活動が増えたため、辺見とともに六子のサポートとしても活動している。
- 辺見康孝（へんみ やすたか、1971年 - ）ヴァイオリン
  - 島根県松江市生まれ。3歳のときにヴァイオリンを始める。
  - 島根大学教育学部特音課程卒業、同大学院修了。その後は同大学の非常勤講師を務めた。
  - 2001年から2年間、ベルギーのアンサンブルChamp d'Action（シャンダクション）に在籍した。
  - 帰国後には、next mushroom promotionのヴァイオリニストとして精力的に演奏活動を行うほか、ハーピスト松村多嘉代とのデュオ・X[iksa]（イクサ）として活動している。
  - 松江市に本拠を置きながら世界各地で演奏活動を行っている。
- 金崎圭介（かねさき けいすけ、1985年 - ）アコースティック・ギター
  - 鳥取県北栄町生まれ。
  - ライブでのサポートメンバーだけでなく、六子の音源にアレンジャー、レコーディング・エンジニアとしても参加している。
  - ライブでメンバー紹介される時の愛称は「金ちゃん」。
  - 兄「しゅん」と「届けビト」というアコースティックデュオでも活動している。

## 経歴
- 遊吟と土江六子は、実の兄弟姉妹である。（伸治（両親から見て長男）、六子（長女）、卓（次男）の順）
- 兄の伸治が15歳の頃、家の押入れの中から見つけた父のギターを弾いたのがきっかけで、兄弟三人全員で音楽の世界へ興味を抱く。
- 土江六子は、中学生であった1999年夏、同級生の下問晶子（しもどいあきこ、後の美女木ジャンクション・ねーさん）と女性デュオ「ロッカ」を結成し、2000年夏に松江駅前で路上ライブを始める。ロッカの名前の由来は、漫画に出てきた犬・六華から。
- 同じ頃、NHKから「松江テルサライヴに出てみないか？」と声がかかり、テルサでのライブも精力的に行う。
- 2003年冬、「ロッカ」で、NHK『おーい、ニッポン』の島根県の回での「県のうた」オーディションで、数百組の中から優勝。ちなみにこのオーディションの最終選考には、六子の実弟・土江卓（遊吟）も出場していた。
- 2004年春、同番組の歌「だんだん」を発売。このオーディションの審査委員長で「だんだん」の作詞を手がけたのは、後に下問が所属する美女木ジャンクションのデビュー曲である「ポリバケツ」も書いた、作詞家の秋元康であった。しかし、この頃に山口県の短期大学へ進学して松江を離れていた六子は、毎日島根県のNHKで歌声が流れていることを知らなかった。
- 下問が東京での就職を選択して上京したことにより「ロッカ」は解散。その後、土江六子と作曲家もりゆみこ（母里由美子）で、女性デュオとして「六子」を結成。
- 2006年3月、六子ともりゆみこによるデュオ、六子 (LOCO) としてミュージアからデビュー。松江市を拠点に活動。
- 2008年8月より、母里のサポートによるソロシンガー「六子」としての活動を開始。活動の場を全国へ拡大。

## ディスコグラフィ

### シングル
- 夏・秋・冬・春（マキシシングル）（2006年8月1日発売）
  1. 夏の空の下
  2. 秋風
  3. Sweet your song
  4. 桜花（おうか）
  5. だんだん
- 空を見上げて（2008年8月2日発売）
  1. 空を見上げて
  2. グラディ
  3. 空を見上げて (inst)
  4. グラディ (inst)
- 祈り（2008年11月5日発売）
  1. 祈り
  2. あなた
  3. 優風
- 想創安来節（2010年7月14日発売）
  1. 想創安来節
  2. 安来華唄
  3. 絆〜十神招福バージョン〜

### アルバム
1. 心唄（2008年6月25日発売）
  1. はじめてのこと
  2. 七夕
  3. おかげさま
  4. 風薫る
  5. さよなら
  6. 透（すかし）
  7. 月花
  8. 雨
  9. 祈り
  10. 夕やけ
  11. だんだん
  12. 夢の坂
  13. ゆめものがたり
2. 心唄2（2009年7月8日発売）
  1. 愛に包まれて
  2. 命つながって
  3. グラディ
  4. 愛の雫
  5. そらわらう
  6. 生きる
  7. ちぎれ雲
  8. 絆
  9. 夢ひとひら
  10. 笑顔で
  11. たいせつなこと
3. 心唄〜選（ベストアルバム、2010年10月27日発売）
  1. 絆
  2. 優風
  3. 自分らしく
  4. 生きる
  5. 美しき郷
  6. あなた
  7. 桜花（ニューバージョン）
  8. だんだん
  9. まつり
  10. 未来へ
  11. 愛に包まれて
  12. 空と海と
  13. ハーモニー
  14. 愛の雫
  15. 祈り
  16. おかげさま
  17. 絆（十神招福バージョン）
4. 心唄3（2012年12月1日発売）
  1. 輝く季節
  2. 赤い糸
  3. 夜空
  4. しあわせの道
  5. 夢の宝箱
  6. 愛の詩
  7. 命通う道
  8. きづき
  9. クリスマス
  10. 春風
  11. 涙空
  12. カオル

### ライブアルバム
1. 六子2ndワンマンライブ心唄（2010年2月7日発売 ※ライブ会場限定販売）
  1. 川の流れる町
  2. あなた
  3. だんだん
  4. 愛の雫
  5. 優風
  6. 夢ひとひら
  7. おかえりなさい
  8. 笑顔で
  9. 安来華唄
  10. 絆
  11. 生きる
  12. 命つながって
  13. 愛に包まれて
  14. 空に雲があるように
2. 六子リサイタル[絆] in 島根県民会館 大ホール（CD、2011年7月20日発売）
  1. 愛に包まれて
  2. ハーモニー
  3. 美しき郷
  4. 優風
  5. 空と海と
  6. きづき
  7. 夢ひとひら
  8. 月花
  9. ふるさと
  10. 祝い唄
  11. まつり
  12. 愛の雫
  13. 未来へ
  14. 絆
  15. だんだん
  16. おかげさま
3. 六子リサイタル[絆] in 島根県民会館 大ホール（DVD、2011年7月20日発売）
  1. 愛に包まれて
  2. ハーモニー
  3. 優風
  4. 夢ひとひら
  5. 郷慕
  6. 月花
  7. ふるさと
  8. 安来節
  9. 想創安来節
  10. 安来華唄
  11. 愛の雫
  12. 絆
  13. おかげさま

## タイアップ
- 空を見上げて：松江市民レガッタ公式応援ソング
- 愛に包まれて：BSSラジオ『Mポイント6:00』エンディング曲
- ありがとう：一畑百貨店創業50周年記念の歌
- Stay With Me：ドラマ『ケータイ少女 〜恋の課外授業〜』エンディング曲（2007年）
- 優風：松江開府400年祭PRソング（2008年 - ）
- グラディ/絆/おかげさま/夕やけ：NHK朝の連続テレビ小説『だんだん』挿入歌（2008年）
- 生きる：NHK『ふるさと発 路上の天使棚田を歌う』挿入歌（2008年）
- あなた：能美防災住宅用火災警報器「まもるくん」CMソング（2008年）
- 愛に包まれて：能美防災CMソング（2009年）
- まつり：山陰合同銀行タイアップソング（2009年）
- ハーモニー：NHK地域発ドラマ『農ドル!』エンディング曲/島根県食育イメージソング（2009年）
- 祈り：ホラー映画『鎧 サムライゾンビ（英語版）』主題歌（2009年）
- 愛の雫：島根県献血推進イメージソング（2009年）
- 美しき郷：島根県美郷町イメージソング（2010年）
- 未来へ：境港青年会議所イメージソング（2010年）
- 空と海と：FM岡山『牛嶋俊明 ドリームファクトリー』オリジナル曲（2010年）
- 夢の宝箱：TSK『しまね情報CUBE』イメージソング（2011年）

## 出演

### テレビドラマ
- 連続テレビ小説 だんだん（NHK大阪放送局） - チャコ 役

### テレビ番組
- しまね情報CUBE（山陰中央テレビ） - ナビゲーター

### ラジオ番組
- 六子のM-Street（エフエム山陰）
- 能美防災 presents 六子の心唄（エフエム山陰）

### その他
- 音声付 非行防止啓発ポスター（松江警察署） - 音声担当[2]
- さひめの泉（山陰クボタ水道用材） - PRモデル